# Adzslún kormányzóság

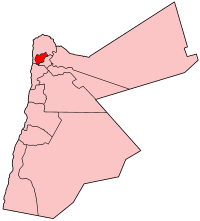
Adzslún kormányzóság elhelyezkedése Jordánián belül

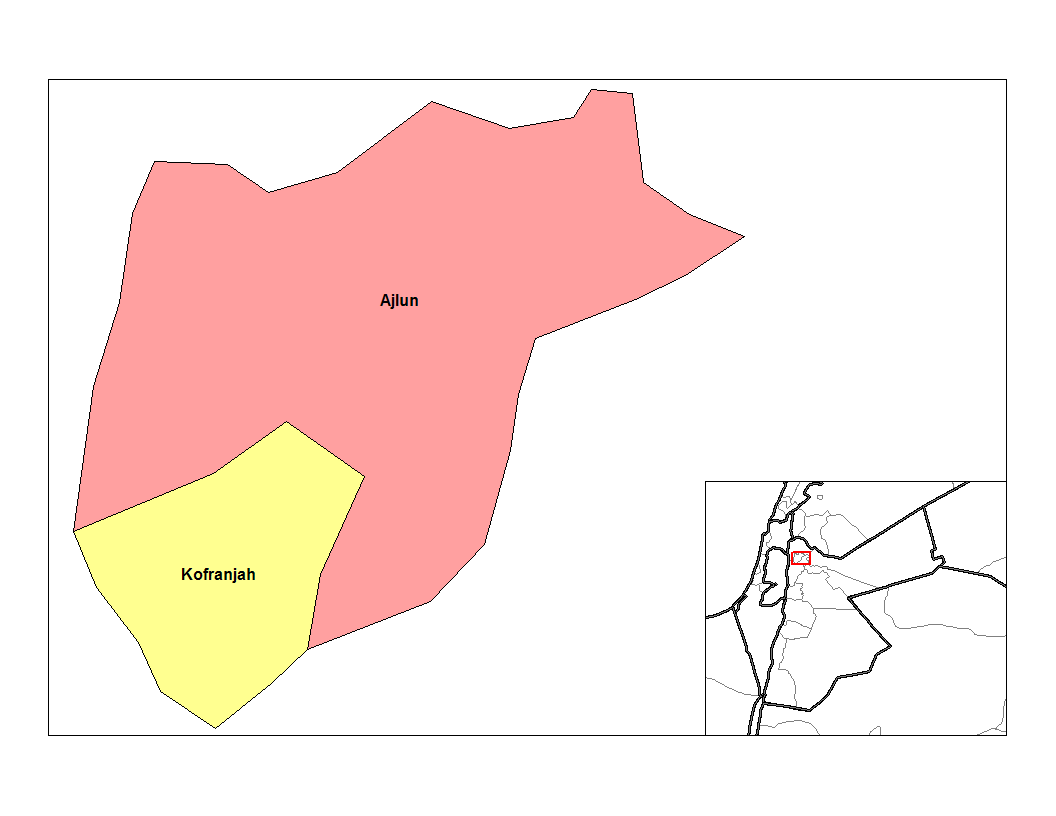
A tartomány körzetei

Adzslún kormányzóság (arabul محافظة عجلون [Muḥāfaẓat ʿAǧlūn]) Jordánia tizenkét kormányzóságának egyike. Az ország északnyugati részén fekszik. Nyugaton és északon Irbid, keleten Dzseras, délen pedig el-Balká kormányzóság határolja. Székhelye Adzslún városa. Területe 412 km², népessége 118 305 fő. Két körzetre (livá) oszlik (Adzslún és Kofrandzsa).